# カザフステップ

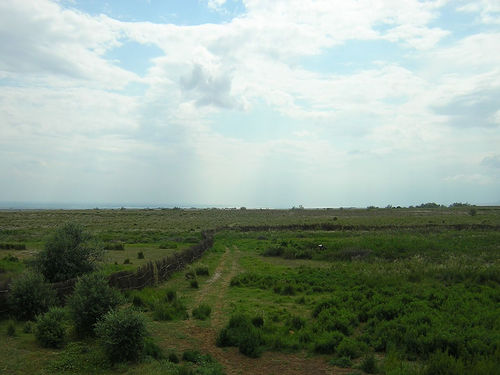
カザフステップ

カザフステップ(カザフ語: Қазақ даласы)もしくはキルギスステップとは、カザフスタン北部よりロシア南部までの広い草原地帯の事で、ポントス・カスピ海草原の東側、ドルビルジン・バレー平原の西側に存在し、ユーラシア・ステップの一部である草原である。カザフ草原、カザーフ草原とも。同時に中央アジア北部のことを漠然とさす。

## 環境
この草原地帯はカスピ海沿岸低地、アラル海、アルタイ山脈の間に位置し、最大で2,200キロメートルの長さを有す土地で、面積にして804,500平方キロメートル程の大きさがある。また、ヨーロッパとアジアを分けるウラル山脈の南側に横たわっている。また、南西部にはトゥラン低地があり、東部や南部からの旅行者は全体としては増えている。
ポントス平原はこの平原の西部から南西部に横たわっている。環境的な分類としては、この草原とシベリアの森林との間の北部にはカザフ森林平原がありマツが植わっている。南部にはカザフ準砂漠やカザフ台地等の地域が存在する。コクチェタフ山地はカザフスタンの北部にあるが、カザフ台地の飛び地となっている。

## 気候
この地域はケッペンの気候区分によればステップ気候に属し、大陸性の気候である。平均して年200mm～400mmの降水があるが、北部ではこれよりも多くの降水がある。平均気温は6月で20度～26度、1月では氷点下12度～氷点下18度程度となる。この気候はグレートプレーンズのカナダ部分、カナダ大平原に非常によく似ている。また、風はとても強い。
| アスタナの気候         | アスタナの気候 | アスタナの気候 | アスタナの気候 | アスタナの気候 | アスタナの気候 | アスタナの気候 | アスタナの気候 | アスタナの気候 | アスタナの気候 | アスタナの気候 | アスタナの気候 | アスタナの気候 | アスタナの気候 |
| 月                     | 1月            | 2月            | 3月            | 4月            | 5月            | 6月            | 7月            | 8月            | 9月            | 10月           | 11月           | 12月           | 年             |
| ---------------------- | -------------- | -------------- | -------------- | -------------- | -------------- | -------------- | -------------- | -------------- | -------------- | -------------- | -------------- | -------------- | -------------- |
| 最高気温記録 °C （°F） | 4 (39)         | 5 (41)         | 22 (72)        | 30 (86)        | 36 (97)        | 40 (104)       | 42 (108)       | 39 (102)       | 36 (97)        | 27 (81)        | 19 (66)        | 5 (41)         | 42 (108)       |
| 平均最高気温 °C （°F） | −12 (10)       | −11 (12)       | −4 (25)        | 9 (48)         | 19 (66)        | 25 (77)        | 27 (81)        | 24 (75)        | 18 (64)        | 8 (46)         | −2 (28)        | −9 (16)        | 7 (45)         |
| 日平均気温 °C （°F）   | −15 (5)        | −15 (5)        | −9 (16)        | 5 (41)         | 13 (55)        | 19 (66)        | 21 (70)        | 18 (64)        | 12 (54)        | 4 (39)         | −6 (21)        | −12 (10)       | 3 (37)         |
| 平均最低気温 °C （°F） | −21 (−6)       | −21 (−6)       | −15 (5)        | −2 (28)        | 5 (41)         | 11 (52)        | 13 (55)        | 11 (52)        | 5 (41)         | −1 (30)        | −11 (12)       | −18 (0)        | −3 (27)        |
| 最低気温記録 °C （°F） | −52 (−62)      | −49 (−56)      | −38 (−36)      | −28 (−18)      | −11 (12)       | −2 (28)        | 2 (36)         | −2 (28)        | −8 (18)        | −26 (−15)      | −39 (−38)      | −44 (−47)      | −52 (−62)      |
| 降水量 mm （inch）     | 22 (0.87)      | 14 (0.55)      | 19 (0.75)      | 21 (0.83)      | 31 (1.22)      | 40 (1.57)      | 50 (1.97)      | 37 (1.46)      | 26 (1.02)      | 27 (1.06)      | 20 (0.79)      | 22 (0.87)      | 327 (12.87)    |
| [ 要出典 ]             |                |                |                |                |                |                |                |                |                |                |                |                |                |

## 動植物
低降水量のために、木は僅かに生えるのみで、大部分は草原や砂に覆われている。
また、動物は北部カザフスタンでサイガやオオノロ、タイリクオオカミ、キツネ属、アジアアナグマなどが見られる。

## 人
草原西部では人は疎らで1平方キロメートル辺り2、3人程度の人口密度となっている。東部に行くに連れて人口密度は上昇し、4人～7人程度の人口密度まで上昇する。この地域に住む人々の大多数はカザフ人である。現在、実質ロシアの南部地域となっている地域にはバイコヌール宇宙基地が存在する。
また、この地域の文化を主題にした映画はトゥルパンが存在する。